# Spektakle Teatru Telewizji – lata 50. XX wieku
Lista spektakli Teatru Telewizji wystawionych w latach 50. XX wieku (1954–1959).
| Autor tekstu oryginalnego | Tytuł                 | Reżyser                               | Data emisji | W rolach głównych                                                                            |
| ------------------------- | --------------------- | ------------------------------------- | ----------- | -------------------------------------------------------------------------------------------- |
| Anton Czechow             | Bezbronna istota      | Estera Wodnar                         | 5 II        | Stanisława Perzanowska Zygmunt Maciejewski Wiktor Biegański                                  |
| Anton Czechow             | Chirurgia             | Estera Wodnar                         | 5 II        | Zygmunt Chmielewski Kazimierz Opaliński                                                      |
| Anton Czechow             | Długi język           | Estera Wodnar                         | 5 II        | Wanda Łuczycka Aleksander Dzwonkowski                                                        |
| Nikołaj Gogol             | Płaszcz               | Saturnin Butkiewicz                   | 26 III      | Saturnin Butkiewicz Jadwiga Hodorska Lucyna Paczuska Leopold Sadurski                        |
| Juliusz Słowacki          | Balladyna             | Aleksander Bardini                    | 23 IV       | Zbigniew Bogdański Mieczysław Czechowicz Bronisław Dardziński Jerzy Dobrowolski Danuta Firek |
| Bertolt Brecht            | Karabiny matki Carrar | Konrad Swinarski Przemysław Zieliński | 8 X         | Irena Horecka Bogdan Niewinowski Janusz Ziejewski Zofia Mrozowska Jerzy Pietraszkiewicz      |

| Autor tekstu oryginalnego     | Tytuł                                       | Reżyser                         | Data emisji | W rolach głównych                                                                               |
| ----------------------------- | ------------------------------------------- | ------------------------------- | ----------- | ----------------------------------------------------------------------------------------------- |
| Aleksander Fredro             | Mąż i żona                                  | Bohdan Korzeniewski             | 25 II       | Janina Romanówna Czesław Wołłejko                                                               |
| Jerzy Andrzejewski            | Złoty lis                                   | Adam Hanuszkiewicz              | 25 II       | ?                                                                                               |
| Howard Fast                   | Spartakus                                   | Władysław Sheybal               | 25 III      | Władysław Krasnowiecki Henryk Rzętkowski Tadeusz Pluciński Czesław Wołłejko Józef Kostecki      |
| Jerzy Szaniawski              | Zegarek                                     | Józef Słotwiński                | 8 IV        | Czesław Roszkowski Tadeusz Łomnicki Karolina Lubieńska                                          |
| Leon Schiller                 | Kram z piosenkami                           | Barbara Fijewska                | 30 IV       | ?                                                                                               |
| Ignacy Krasicki               | Żona modna                                  | Józef Słotwiński                | 20 V        | ?                                                                                               |
| Zdzisław Skowroński           | Maturzyści                                  | Zdzisław Tobiasz                | 3 VI        | Mirosława Dubrawska Jerzy Felczyński Ryszard Kierczyński Józef Kostecki Iga Cembrzyńska         |
| Victor Hugo                   | Człowiek śmiechu                            | Władysław Sheybal               | 17 VI       | ?                                                                                               |
| Konstanty Ildefons Gałczyński | Chryzostoma Bulwiecia podróż do Ciemnogrodu | Tadeusz Łomnicki                | 8 VII       | ?                                                                                               |
| Adam Mickiewicz               | Ballady i romanse                           | Władysław Sheybal               | 29 VII      | Barbara Bittnerówna Stanisław Libner Józef Klejer Lech Ordon                                    |
| Bertolt Brecht                | Wyjątek i reguła                            | Konrad Swinarski                | 10 VIII     | Mieczysław Pawlikowski Tadeusz Łomnicki Józef Nalberczak Alfreda Sarnawska Bolesław Płotnicki   |
| Ernest Hemingway              | Mordercy                                    | Konrad Swinarski                | 7 X         | Jan Michalewicz Tadeusz Pluciński Stanisław Bieliński Mieczysław Pawlikowski Cezary Julski      |
| Stanisław Wyspiański          | Wesele                                      | Maryna Broniewska Jan Świderski | 26 XI       | Tadeusz Białoszczyński Andrzej Bogucki Karolina Borchardt Aleksander Dzwonkowski Ryszarda Hanin |
| Jerzy Lutowski                | Ostry dyżur                                 | Erwin Axer                      | 5 XII       | Janusz Bylczyński Barbara Drapińska Edmund Fidler Kazimierz Opaliński Danuta Szaflarska         |
| Konstanty Ildefons Gałczyński | Babcia i wnuczek, czyli Noc duchów          | Adam Hanuszkiewicz              | 10 XII      | Helena Buczyńska Wiesław Michnikowski                                                           |
| Theodore Dreiser              | Tragedia amerykańska                        | Władysław Sheybal               | 17 XII      | Józef Kostecki Zofia Lindorf                                                                    |

| Autor tekstu oryginalnego     | Tytuł                                            | Reżyser                             | Data emisji | W rolach głównych                                                                        |
| ----------------------------- | ------------------------------------------------ | ----------------------------------- | ----------- | ---------------------------------------------------------------------------------------- |
| anonim                        | Wielki Inkwizytor                                | Adam Hanuszkiewicz                  | 9 I         | Leon Pietraszkiewicz Lech Ludwik Madaliński Władysław Kaczmarski Stanisław Iwański       |
| Stanisław Zieliński           | Imieniny Mariusza. Odlot Polikarpia Leszcza      | Józef Słotwiński                    | 23 I        | ?                                                                                        |
| William Makepeace Thackeray   | Pierścień i Róża, czyli historia Lulejki i Bulby | Jan Marcin Szancer                  | 13 II       | ?                                                                                        |
| Joseph Bédier                 | Tristan i Izolda                                 | Władysław Sheybal                   | 26 III      | ?                                                                                        |
| Aleksander Fredro             | Świeczka zgasła                                  | Marian Wyrzykowski                  | 9 IV        | Krystyna Sadowska Józef Konieczny                                                        |
| Franc Nehaim                  | Pocałunek księżniczki Fan-Su                     | Adam Hanuszkiewicz                  | 19 IV       | ?                                                                                        |
| Bruno Jasieński               | Słowo o Jakubie Szeli                            | Tadeusz Aleksandrowicz              | 30 IV       | ?                                                                                        |
| Witold Wandurski              | Gra o Herodzie                                   | Józef Wyszomirski                   | 17 V        | Julia Brzozowska Henryk Budzyński                                                        |
| Alfred de Musset              | Kaprys                                           | Józef Słotwiński                    | 21 V        | ?                                                                                        |
| Adam Mickiewicz               | Liryki Adama Mickiewicza                         | Bronisław Pawlik                    | 25 V        | Adam Hanuszkiewicz Barbara Bittnerówna                                                   |
| Tadeusz Rittner               | Lato                                             | Maria Broniewska                    | 11 VI       | Tadeusz Janczar Halina Mikołajska Bolesław Płotnicki Danuta Szaflarska                   |
| Vercors                       | Kłamstwo polityczne                              | Jan Bratkowski                      | 14 VI       | Leopold Szmaus Zbigniew Bogdański Jacek Woszczerowicz August Kowalczyk Józef Maliszewski |
| Robert Merle                  | Syzyf i Śmierć                                   | Marek T. Nowakowski                 | 18 VI       | Konrad Morawski Saturnin Żórawski Tadeusz Pluciński Maria Żabczyńska                     |
| Federico García Lorca         | Kramik Dom Cristobala                            | Jan Marcin Szancer                  | 25 VI       | ?                                                                                        |
| Józef Prutkowski              | Największa śpiewaczka świata                     | Adam Hanuszkiewicz                  | 25 VI       | ?                                                                                        |
| Mulk Raj Anand Kedar Nathem   | O człowieku, który wypadł z ewidencji            | Józef Słotwiński                    | 29 VI       | ?                                                                                        |
| Kedar Nathem                  | Królewska broda                                  | Józef Słotwiński                    | 29 VI       | ?                                                                                        |
| Kazimierz Brandys             | Dr Faul                                          | Jerzy Gruza                         | 23 VII      | Adam Hanuszkiewicz Lucyna Winnicka                                                       |
| Jean Anouilh                  | Skowronek                                        | Czesław Szpakowicz                  | 24 IX       | Alicja Ursyn-Szantyrówna Helena Gruszecka Stanisław Libner Roman Wilhelmi Ryszard Barycz |
| Jewgienij Szwarc              | Człowiek i cień                                  | Tadeusz Aleksandrowicz Wanda Nadzin | 16 X        | August Kowalczyk Maria Karkowska Kazimierz Opaliński Aleksandra Śląska Ludmiła Łączyńska |
| Jean-Paul Sartre              | Muchy                                            | Adam Hanuszkiewicz                  | 5 XI        | Zofia Rysiówna Mariusz Dmochowski Władysław Staszewski Janusz Jaroń Irena Horecka        |
| Umberto Morucchio             | Skandal Fregonard                                | Henryk Szletyński                   | 30 XI       | ?                                                                                        |
| Georg Büchner                 | Woyzeck                                          | Aleksandra Korewa                   | 10 XII      | Ludwik Pak Joanna Walter Marian Rulka                                                    |
| Leon Schiller                 | Pastorałki 1956                                  | Ewa Bonacka                         | 24 XII      | ?                                                                                        |
| Konstanty Ildefons Gałczyński | Zielona gęś                                      | Adam Hanuszkiewicz                  | 31 XII      | Andrzej Szczepkowski                                                                     |
| Agatha Christie               | Było 10 Murzynków                                | Bohdan Radkowski                    | ?           | Hugo Krzyski Halina Mikołajska Przemysław Zieliński                                      |
| George Bernard Shaw           | Cezar i Kleopatra                                | Gustaw Holoubek                     | ?           | Kalina Jędrusik                                                                          |

| Autor tekstu oryginalnego           | Tytuł                                            | Reżyser                                     | Data emisji | W rolach głównych                                                                                     |
| ----------------------------------- | ------------------------------------------------ | ------------------------------------------- | ----------- | --- |
| William Saroyan                     | Geniusz                                          | Zbigniew Kuźmiński                          | 20 I        | ? |
| Jack London                         | Zabić                                            | Zbigniew Kuźmiński                          | 31 I        | ? |
| Mark Twain                          | Pani Williams i pioruny Pani Williams i defteryt | Marek T. Nowakowski                         | 4 II        | Krystyna Borowicz Stanisław Jaśkiewicz Andrzej Żarnecki Wacław Izdebski Jan Gałecki                   |
| Ernest Hemingway                    | Wzgórza jak białe słonie                         | Zbigniew Kuźmiński                          | 14 II       | Hanna Bedryńska Helena Norowicz Leon Niemczyk                                                         |
| O. Henry                            | Bratnie dusze                                    | Sylwester Szyszko                           | 25 II       | ? |
| Georges Neveux                      | Julietta ze snów                                 | Czesław Szpakowicz                          | 4 III       | Olga Sawicka Stanisław Jasiukiewicz Henryk Borowski Barbara Książkówna Helena Gruszecka               |
| Anton Czechow                       | Oświadczyny                                      | Zbigniew Kuźmiński                          | 9 III       | ? |
| John Steinbeck                      | Grona gniewu                                     | Jerzy Gruza                                 | 11 III      | Władysław Sheybal                                                                                     |
| Guy de Maupassant                   | Zastępca                                         | Marek T. Nowakowski                         | 11 III      | ? |
| Guy de Maupassant                   | Pan Lunot                                        | Marek T. Nowakowski                         | 11 III      | ? |
| William Saroyan                     | Jest tam kto? (cz. 1)                            | Jan Kulma Joanna Kulmowa Zbigniew Kuźmiński | 16 III      | ? |
| Jean Cocteau                        | Szkoła wdów                                      | Jerzy Gruza                                 | 24 III      | Ewa Krasnodębska Halina Drohocka Danuta Szaflarska                                                    |
| Jarosław Iwaszkiewicz               | Stracona noc                                     | ?                                           | 28 III      | ? |
| Aleksander Fredro                   | Śluby panieńskie                                 | Maria Wiercińska                            | 8 IV        | Halina Drohocka Halina Dunajska Renata Kossobudzka Janusz Strachocki Czesław Wołłejko                 |
| Edgar Allan Poe                     | System dr Smoły i prof. Pierza                   | Marek Nowakowski                            | 10 IV       | ? |
| Thornton Wilder                     | Królowa Francji                                  | Jerzy Gruza                                 | 27 IV       | ? |
| Roger Vailland                      | Heloiza i Abelard                                | Adam Hanuszkiewicz                          | 6 V         | Andrzej Szalawski Alicja Pawlicka Kalina Jędrusik Kazimierz Opaliński Aleksander Żabczyński           |
| Julian Tuwim                        | Bal w Operze                                     | Tadeusz Aleksandrowicz                      | 9 V         | ? |
| Krystyna Salaburska                 | Goście o zmierzchu                               | Władysław Sheybal                           | 16 V        | Henryk Borowski Maria Broniewska Bolesław Ciesielski Lucjan Dytrych Aleksandra Dmochowska             |
| William Saroyan                     | Jest tam kto? (cz. 2)                            | Jan Kulma Joanna Kulmowa                    | 20 V        | ? |
| Michel de Ghelderode                | Eskurial                                         | Jerzy Rakowiecki                            | 23 V        | ? |
| Stanisław Lem                       | Czy Pan istnieje, Mr. Johns?                     | Zbigniew Kuźmiński                          | 29 V        | ? |
| Jean Anouilh                        | Antygona                                         | Tadeusz Aleksandrowicz                      | 3 VI        | Zofia Mrozowska Janusz Jaroń Andrzej Łapicki Mieczysław Pawlikowski Lucyna Winnicka                   |
| Mark Twain                          | Interview                                        | Sylwester Szyszko                           | 24 VI       | ? |
| Jean-Paul Sartre                    | Niepogrzebani                                    | Zygmunt Hübner                              | 1 VII       | ? |
| Leon Schiller                       | Weselne gody                                     | Ewa Bonacka                                 | 4 VII       | ? |
| August Strindberg                   | Panna Julia                                      | Wanda Nadzin                                | 8 VII       | ? |
| Luigi Pirandello                    | Człowiek, zwierzę i cnota                        | Czesław Szpakowicz                          | 11 VII      | ? |
| Jean Giraudoux                      | Ondyna                                           | Adam Hanuszkiewicz                          | 15 VII      | Kalina Jędrusik Aleksander Bardini Tadeusz Cygler Zofia Grabska                                       |
| Michał Bałucki                      | Klub kawalerów                                   | Rudolf Ratschka                             | 1 VIII      | Zbigniew Bogdański Józef Bohota Krystyna Ciechomska Halina Drohocka Helena Gruszecka                  |
| Krzysztof Gruszczyński              | Klucz od przepaści                               | Henryk Drygalski                            | 3 VIII      | ? |
| Kazimierz Korcelli                  | Asfaltowa droga                                  | Tadeusz Aleksandrowicz                      | 5 VIII      | ? |
| Irwin Shaw                          | Dziewczęta w letnich sukienkach                  | Sylwester Szyszko                           | 17 VIII     | ? |
| Anonim Zbigniew Kopalko (adaptacja) | Dama z białym wachlarzem                         | Adam Hanuszkiewicz                          | 26 VIII     | ? |
| Marek Hłasko                        | Dwaj mężczyźni na drodze                         | Adam Hanuszkiewicz                          | 2 IX        | Tadeusz Waszkowski Janusz Ziejewski Zdzisław Lubelski Leon Pietraszkiewicz Bogdan Wiśniewski          |
| Tadeusz Rittner                     | Odwiedziny o zmroku                              | Anna Żurakowska                             | 26 IX       | ? |
| Zbigniew Uniłowski                  | Sceptyk, Myszy, Gracz                            | Piotr Friedrich                             | 26 IX       | ? |
| Julian Tuwim                        | Legenda Aurea                                    | Jerzy Gruza                                 | 29 IX       | Ignacy Gogolewski                                                                                     |
| Zbigniew Herbert Jerzy Harasymowicz | Najprostsze wzruszenia                           | Anna Żurakowska                             | 14 X        | ? |
| Jack London                         | Na postoju                                       | Sylwester Szyszko                           | 21 X        | ? |
| Herbert George Wells                | Człowiek, który czynił cuda                      | Józef Słotwiński                            | 24 X        | ? |
| Lew Tołstoj                         | W połowie drogi                                  | Zbigniew Kuźmiński                          | 28 X        | ? |
| Julius Fučík                        | Reportaż spod szubienicy                         | Bohdan Radkowski                            | 2 XI        | ? |
| Wsiewołod Wiszniewski               | Tragedia optymistyczna                           | Adam Hanuszkiewicz                          | 4 XI        | Zofia Rysiówna Andrzej Szalawski Jan Świderski Saturnin Butkiewicz Konrad Morawski                    |
| Guy de Maupassant                   | Order                                            | ?                                           | 9 XI        | ? |
| Kornel Makuszyński                  | Przygoda najmilszego złodzieja                   | Tadeusz Worontkiewicz                       | 10 XI       | ? |
| Władysław Broniewski                | Estrada poetycka Władysława Broniewskiego        | Marek Nowakowski                            | 11 XI       | ? |
| Guy de Maupassant                   | W rodzinnym gronie (cz. 1)                       | Czesław Szpakowicz                          | 21 XI       | ? |
| Włodzimierz Perzyński               | Uczeń Sherlocka Holmesa                          | Wanda Nadzin                                | 23 XI       | ? |
| Bruno Winawer                       | Mąż ewakuowany                                   | Józef Słotwiński                            | 25 XI       | ? |
| Andrzej Strug                       | Pamięci Andrzeja Struga                          | Wojciech Siemion                            | 28 XI       | ? |
| Guy de Maupassant                   | W rodzinnym gronie (cz. 2)                       | Zbigniew Kuźmiński                          | 29 XI       | ? |
| Molière                             | Latający lekarz                                  | Bronisław Pawlik                            | 2 XII       | ? |
| Stanisław Wyspiański                | Sędziowie                                        | Maryna Broniewska                           | 9 XII       | Andrzej Szczepkowski Barbara Marszel Władysław Hańcza Jerzy Nasierowski Janusz Strachocki             |
| Anton Czechow                       | Pieśń łabędzia                                   | Czesław Szpakowicz                          | 12 XII      | ? |
| Julian Tuwim                        | Groteski: Ślusarz, Śledztwo, Cud z komornikiem   | Wanda Nadzin                                | 14 XII      | Igor Śmiałowski Leon Pietraszkiewicz                                                                  |
| Pierre-Jean de Béranger             | Piosenki Berangera                               | Tadeusz Aleksandrowicz Jan Koecher          | 16 XII      | ? |
| Konstantin Paustowski               | Przed świtem                                     | Zbigniew Kuźmiński                          | 18 XII      | ? |
| Władimir Majakowski                 | Obłok w spodniach                                | August Kowalczyk                            | 23 XII      | August Kowalczyk                                                                                      |
| Leon Schiller                       | Pastorałki 1957                                  | Ewa Bonacka                                 | 25 XII      | ? |
| Konstanty Ildefons Gałczyński       | Utwory satyryczne                                | Anna Żurakowska                             | 25 XII      | ? |
| Anton Czechow                       | Oświadczyny                                      | Stefan Drewicz                              | 26 XII      | ? |
| Julian Tuwim                        | Żołnierz królowej Madagaskaru                    | Józef Słotwiński Stanisław Jaśkiewicz       | 31 XII      | Aleksander Dzwonkowski Renata Kossobudzka Stanisław Jaśkiewicz Kazimierz Orzechowski Helena Gruszecka |

| Autor tekstu oryginalnego                      | Tytuł                                                  | Reżyser                                   | Data emisji | W rolach głównych (czas emisji)                                                                        |
| ---------------------------------------------- | ------------------------------------------------------ | ----------------------------------------- | ----------- | --- |
| John Osborne                                   | Miłość i gniew                                         | Jerzy Jarocki                             | 8 I         | ? |
| Samuel Beckett                                 | Końcówka                                               | Stanisław Hebanowski                      | 12 I        | Irena Maślińska Marek Okopiński Stanisław Marian Kamiński Tadeusz Sabara                               |
| Armand Salacrou                                | Śmieszna historia                                      | Stanisław Bieliński                       | 20 I        | ? |
| Joseph Conrad                                  | Jutro                                                  | Roman Sykała                              | 25 I        | ? |
| Balwant Gargi                                  | Złamana gałązka                                        | Maryna Broniewska                         | 26 I        | ? |
| Charles Ferdinand Ramuz                        | Opowieść o żołnierzu                                   | Jan Kulma                                 | 27 I        | Jacek Woszczerowicz Leon Wójcikowski Wojciech Siemion Witold Borkowski Maria Krzyszkowska              |
| Tadeusz Rittner                                | Jedna chwila                                           | Zbigniew Zbrojewski                       | 29 I        | ? |
| O. Henry                                       | Koniec kariery                                         | Sylwester Szyszko                         | 30 I        | ? |
| Anonim Zbigniew Kopalko (tłumaczenie)          | Gdzie jest igła?                                       | Zbigniew Kopalko                          | 9 II        | ? |
| Dario Niccodemi                                | Świt, dzień i noc                                      | Józef Słotwiński                          | 10 II       | Andrzej Łapicki Zofia Mrozowska                                                                        |
| Stefan Flukowski                               | Tęsknota za Julią                                      | Czesław Szpakowicz                        | 17 II       | ? |
| Johann Wolfgang von Goethe                     | Prometeusz                                             | Wojciech Siemion                          | 20 II       | ? |
| Albert Maltz Erskine Caldwell Ernest Hemingway | Opowieści amerykańskie                                 | Stefan Drewicz                            | 22 II       | Aleksandra Koncewicz Janusz Mazanek Maria Możdżeniówna Lucjan Wiernek Tadeusz Sabara                   |
| Alfred de Musset                               | Nie igra się z miłością                                | Maryna Broniewska                         | 24 II       | Alicja Pawlicka Tadeusz Kondrat Hanna Zembrzuska Tadeusz Bartosik Jan Kobuszewski                      |
| Jerzy Szaniawski                               | Żeglarz                                                | Józef Słotwiński                          | 3 III       | Kazimierz Dejunowicz Czesław Wołłejko Saturnin Butkiewicz Bolesław Płotnicki Alicja Raciszówna (1.45') |
| Erskine Caldwell                               | Spadek                                                 | Marek T. Nowakowski                       | 6 III       | Jadwiga Bukojemska Małgorzata Leśniewska Edward Kowalczyk Konstanty Pągowski Władysław Staszewski      |
| Kornel Makuszyński                             | Szatan z VII klasy                                     | Michał Anioł Bogusławski                  | 6 III       | Marian Rulka Józef Klejer Maria Pawłowska Maria Żabczyńska Janusz Paluszkiewicz                        |
| Michaił Sałtykow-Szczedrin                     | Generałowie na bezludnej wyspie                        | Henryk Drygalski                          | 7 III       | Ignacy Machowski Adam Cyprian                                                                          |
| Bertolt Brecht                                 | Karabiny matki Carrar                                  | Józef Wyszomirski                         | 10 III      | ? |
| Guy de Maupassant                              | Józef                                                  | Kazimierz Oracz                           | 15 III      | ? |
| Marek Hłasko                                   | Lombard złudzeń                                        | Stefan Drewicz                            | 15 III      | Wanda Elbińska-Robaczewska Irena Maślińska Tadeusz Sabara Lucjan Wiernek                               |
| Jean Giraudoux                                 | Apollo z Bellac                                        | Adam Hanuszkiewicz                        | 17 III      | Jacek Woszczerowicz Kalina Jędrusik Adam Hanuszkiewicz Justyna Kreczmarowa Jadwiga Marso (1.00')       |
| Edward Fiszer                                  | Róża podwórza                                          | Piotr Friedrich                           | 19 III      | Jan Burek Wieńczysław Gliński Stanisław Jasiukiewicz Marian Jonkajtys Krystyna Kamieńska               |
| Tennessee Williams                             | Nie płacz synku                                        | Irena Babel                               | 20 III      | Izabella Hrebnicka Janusz Bylczyński                                                                   |
| Władysław Smólski                              | Kamienna dłoń                                          | Ryszard Zawadzki                          | 26 III      | ? |
| Antoni Słonimski                               | Ulica Warszawska (estrada poetycka o starej Warszawie) | Wojciech Siemion                          | 28 III      | ? |
| Irwin Shaw                                     | Zdarzenia                                              | Henryk Drygalski                          | 29 III      | ? |
| Anton Czechow                                  | Chórzystka                                             | Henryk Drygalski                          | 30 III      | Aleksandra Koncewicz Krystyna Rutkowska Ignacy Machowski                                               |
| Arthur Schnitzler                              | Ślepy Geronimo i jego brat                             | Jerzy Gruza                               | 31 III      | Zdzisław Leśniak Jan Świderski Tadeusz Cygler                                                          |
| Jack London                                    | Meksykanin                                             | Michał Anioł Bogusławski Bohdan Radkowski | 5 IV        | Tomasz Zaliwski Maciej Maciejewski Mieczysław Milecki Tadeusz Pluciński Joanna Walter                  |
| Kornel Makuszyński                             | Szymon Chrząszcz znieważa sakrament małżeństwa         | Janusz Strachocki                         | 10 IV       | Józef Nalberczak Zygmunt Maciejewski Zdzisława Życzkowska Krystyna Kamieńska Piotr Fronczewski         |
| Gaston Arman de Caillavet                      | Król                                                   | Kazimierz Rudzki                          | 11 IV       | Czesław Bogdański Jerzy Turek Jerzy Racina Anna Czapnikówna Teresa Siewierska                          |
| Helen McCloy                                   | Głos mordercy                                          | Marek T. Nowakowski                       | 12 IV       | Alicja Pawlicka Maria Gorczyńska Ryszard Piekarski Jadwiga Colonna-Walewska Zofia Rysiówna             |
| Paul Géraldy                                   | Miłość                                                 | Mieczysław Daszewski                      | 13 IV       | ? |
| Bertolt Brecht                                 | Opera za trzy grosze                                   | Konrad Swinarski                          | 21 IV       | Aleksander Bardini Halina Kossobudzka Kalina Jędrusik Tadeusz Pluciński Stanisław Gawlik               |
| Bolesław Prus                                  | Studenci                                               | Zbigniew Kuźmiński                        | 21 IV       | ? |
| Gilbert Keith Chesterton                       | Przygody ojca Browna z panem Lampke                    | Józef Słotwiński                          | 26 IV       | Józef Klejer Maria Grylewska-Buszyńska Maria Broniewska Gustaw Buszyński Zygmunt Kęstowicz             |
| Lucjan Rydel                                   | Z dobrego serca                                        | Janusz Kidawa                             | 26 IV       | ? |
| Franz i Paul von Schönthan                     | Porwanie Sabinek                                       | Czesław Szpakowicz                        | 1 V         | Jarema Stępowski Hanna Skarżanka Ewa Krasnodębska Benigna Sojecka Jolanta Skowrońska                   |
| ?                                              | Błędne koło                                            | Marek T. Nowakowski                       | 3 V         | Józef Klejer Stanisław Libner Leon Pietraszkiewicz Ewa Pachońska Danuta Pawłowska                      |
| Aleksander Fredro                              | Nowy Don Kiszot                                        | Maryna Broniewska                         | 5 V         | Michał Gazda Jan Kobuszewski Bolesław Płotnicki Tadeusz Kondrat Barbara Krafftówna                     |
| Jack London                                    | Nocna wizyta                                           | Stefan Drewicz                            | 11 V        | Aleksandra Koncewicz Tadeusz Sabara Andrzej Niworowicz                                                 |
| Aleksander Maliszewski                         | Dziewczyna z mojego nieba                              | Jerzy Gruza                               | 12 V        | Ewa Krasnodębska Edward Dziewoński Klemens Mielczarek Jarema Stępowski Wieńczysław Gliński             |
| Lucy Maud Montgomery                           | Ania z Zielonego Wzgórza                               | Bohdan Radkowski                          | 15 V        | Danuta Przesmycka Jadwiga Kuryluk Teofila Koronkiewicz Renata Kułakowska Kazimierz Wichniarz           |
| Noël Randon                                    | Dwie rurki z kremem (cz. I)                            | Józef Słotwiński                          | 17 V        | Stanisław Jaśkiewicz Karolina Lubieńska Ryszard Barycz Wilhelm Wichurski Elżbieta Ryl-Górska           |
| Noël Randon                                    | Dwie rurki z kremem (cz. II)                           | Józef Słotwiński                          | 24 V        | Stanisław Jaśkiewicz Karolina Lubieńska Ryszard Barycz Wilhelm Wichurski Elżbieta Ryl-Górska           |
| Antoine de Saint-Exupéry                       | Mały Książę                                            | Jerzy Gruza                               | 26 V        | Tadeusz Bartosik Jadwiga Wejcman Edmund Fidler Czesław Roszkowski Bronisław Pawlik                     |
| Eugène Ionesco                                 | Improwizacja                                           | Józef Słotwiński                          | 29 V        | Jan Świderski Mieczysław Pawlikowski Czesław Roszkowski Kazimierz Petecki                              |
| George Bernard Shaw                            | Lord August spełnia swój obowiązek                     | Roman Zawistowski                         | 2 VI        | Stanisław Jasiukiewicz Zofia Rysiówna Saturnin Butkiewicz                                              |
| Arthur Conan Doyle                             | Dolina strachu cz. 1                                   | Czesław Szpakowicz                        | 7 VI        | Tadeusz Białoszczyński Stanisław Libner Witold Kałuski Kazimierz Dejunowicz Mieczysław Serwiński       |
| Alfred de Musset                               | Kaprys                                                 | Jan Perz                                  | 7 VI        | Aleksandra Koncewicz Ewa Zdzieszyńska Jerzy Kaczmarek Zbigniew Graczyk                                 |
| Alexandre Dumas                                | Dama kameliowa                                         | Adam Hanuszkiewicz                        | 9 VI        | Nina Andrycz Adam Hanuszkiewicz Kazimierz Opaliński Juliusz Łuszczewski Aleksander Dzwonkowski         |
| Adam Tarn                                      | Zmarnowane życie                                       | Ludwik René                               | 16 VI       | Andrzej Łapicki Czesław Wołłejko Krystyna Kamieńska Mariusz Dmochowski Kalina Jędrusik                 |
| Marcel Pagnol                                  | Mariusz                                                | Henryk Drygalski                          | 20 VI       | Aleksandra Koncewicz Ewa Zdzieszyńska Blanka Orszańska Aleksander Gajdecki Zbigniew Graczyk            |
| Peter Cheyney                                  | Slim – prywatny detektyw                               | Marek T. Nowakowski                       | 21 VI       | August Kowalczyk Barbara Pietkiewicz Ryszard Piekarski Stanisław Bieliński Maciej Maciejewski          |
| Jack London                                    | Wierność mężczyzn                                      | Sylwester Szyszko                         | 25 VI       | ? |
| Kornel Makuszyński                             | Małżeństwo to święta rzecz                             | Stefan Drewicz                            | 26 VI       | Maria Możdżeniówna Irena Detkowska Jerzy Kaczmarek Marian Mirski Marian Nowak                          |
| Józef Ignacy Kraszewski                        | Kwiat paproci                                          | Ludomir Budzyński                         | 5 VII       | Irena Osuchowska Lucjan Wiernek Andrzej Kuryłło                                                        |
| Tadeusz Różewicz                               | Wiersze Tadeusza Różewicza (estrada poetycka)          | Wojciech Siemion                          | 5 VII       | ? |
| Adam Asnyk                                     | Komedia konkursowa                                     | Maryna Broniewska                         | 7 VII       | Halina Drohocka Ludmiła Łączyńska Feliks Chmurkowski Hugo Krzyski Władysław Staszewski                 |
| Bolesław Leśmian                               | Wiersze Leśmiana                                       | Wojciech Siemion                          | 10 VII      | ? |
| Guy de Maupassant                              | Spadek cz. 2                                           | Zbigniew Zbrojewski                       | 11 VII      | ? |
| Georges Simenon                                | Pod Wesołym Młynem                                     | Marek T. Nowakowski                       | 12 VII      | Zdzisław Słowiński Jerzy Nasierowski Jerzy Michalewicz Szczepan Baczyński Stanisław Bieliński          |
| Stanisław Mrożek                               | Z krainy wielkiej bałwanii                             | Stefan Drewicz                            | 13 VII      | Bogdna Zieliński Eugeniusz Kotarski Janusz Mazanek Stanisław Marian Kamiński Adam Cyprian              |
| François Villon                                | Wielki testament cz. 1                                 | Janusz Kidawa                             | 14 VII      | ? |
| Jean-Pierre Conty                              | Samobójstwo doskonałe                                  | Zdzisław Janiak                           | 18 VII      | Ewa Pachońska Włodzimierz Kmicik Marta Chruściel Tadeusz Cygler Witold Skrzypiński                     |
| François Villon                                | Wielki testament cz. 2                                 | Jerzy Antczak                             | 21 VII      | ? |
| Franz Kafka                                    | Kolonia karna                                          | Kazimierz Oracz                           | 24 VII      | Edward Kamiński Bogusław Sochnacki Heryk Staszewski Feliks Żukowski                                    |
| Christopher Bush                               | Skrzydlaty osioł                                       | Marek T. Nowakowski                       | 26 VII      | Saturnin Żórawski Ludmiła Terlecka Janusz Bylczyński Hugo Krzyski Norbert Nader                        |
| Lode Verstraete                                | Żegnaj doktorze Picot                                  | Jerzy Gruza                               | 28 VII      | Ludmiła Łączyńska Lucyna Winnicka Stanisław Bieliński Tadeusz Pluciński Jerzy Ruśniaczek               |
| Erskine Caldwell                               | Szarlatan                                              | Tadeusz Worontkiewicz                     | 30 VII      | Janina Rząsa Eugeniusz Stawowski Leonard Andrzejewski                                                  |
| Jean-Paul Sartre                               | Mur                                                    | Zbigniew Kuźmiński                        | 6 VIII      | Ludwik Benoit Leon Niemczyk J. Kowalski Krzysztof Ziębiński Jamusz Jaroń                               |
| Aleksander Fredro                              | Mąż i żona                                             | Jerzy Hoffman                             | 17 VIII     | Maria Deskur Janina Jankowska Włodzimierz Panasiewicz Bohdan Gierszanin Tadeusz Gochna                 |
| Phillip Johnson                                | Okazja                                                 | Jerzy Gruza                               | 18 VIII     | Ryszarda Hanin Aleksander Dzwonkowski Joanna Walterówna Izabella Wilczyńska Zdzisława Życzkowska       |
| Jean Anouilh                                   | Antygona                                               | Jerzy Rakowiecki                          | 21 VIII     | Halina Mikołajska Jan Świderski                                                                        |
| Irwin Shaw                                     | Miasteczko cmentarzy                                   | Janusz Kidawa                             | 28 VIII     | ? |
| Arthur Conan Doyle                             | Dolina strachu cz. 2                                   | Czesław Szpakowicz                        | 30 VIII     | Tadeusz Pluciński Juliusz Łuszczewski Jadwiga Wejcman Czesław Kalinowski Ryszard Piekarski             |
| Krzysztof Teodor Toeplitz                      | Kto z nas jest mordercą?                               | Marek T. Nowakowski                       | 11 IX       | Lucjan Dytrych Juliusz Łuszczewski Janina Macherska Janina Nowicka Mieczysław Pawlikowski              |
| Jerzy Szaniawski                               | Kowal, pieniądze i gwiazdy                             | Henryk Drygalski                          | 19 IX       | Andrzej Kuryłło Kazimierz Lastawiecki Zdzisław Suknarowski Ryszard Sobolewski Ignacy Machowski         |
| Anatole France                                 | Crainquebille                                          | Jerzy Gruza                               | 22 IX       | Jacek Woszczerowicz Andrzej Szczepkowski Tadeusz Białoszczyński Stefan Wroncki Wanda Łuczycka          |
| Craig Rice                                     | One dwie i on jeden                                    | Czesław Szpakowicz                        | 25 IX       | Jadwiga Bukojemska Gustaw Buszyński Anna Czapnikówna Jan Dębski Piotr Fronczewski                      |
| Jacinto Benavente                              | Rajmunda                                               | Adam Hanuszkiewicz                        | 29 IX       | Zofia Rysiówna Danuta Nagórna Aleksander Dzwonkowski Mieczysław Stoor Kazimierz Opaliński              |
| Cyril M. Kornbluth                             | Czarna walizeczka                                      | Józef Słotwiński                          | 2 X         | Tadeusz Bartosik Stanisław Gawlik Jadwiga Gzylewska-Buszyńska Gustaw Holoubek Wanda Jarszewska         |
| Włodzimierz Perzyński                          | Szczęście Frania                                       | Wanda Laskowska                           | 20 X        | Bronisław Pawlik Kalina Jędrusik Maria Gorczyńska Tadeusz Białoszczyński Barbara Ludwiżanka (1.10')    |
| Bruno Jasieński                                | Słowo o Jakubie Szeli                                  | Lidia Zamkow                              | 26 X        | Krzesisława Dubielówna Jolanta Hanisz Zbysław Jankowiak Henryk Maruszczyk Ludwik Paczyński             |
| Cyprian Kamil Norwid                           | Słowo Norwidowe (estrada poetycka)                     | Adam Hanuszkiewicz                        | 27 X        | Alicja Pawlicka Adam Hanuszkiewicz Mariusz Dmochowski Gustaw Holoubek Anna Lutosławska                 |
| Wiera Panowa                                   | Zawieja                                                | Stanisław Wohl                            | 3 XI        | Tadeusz Łomnicki Lech Ludwik Madaliński Aleksander Dzwonkowski Mariusz Dmochowski Józef Nowak          |
| Wincenty Rapacki                               | Romans pani majstrowej                                 | Jerzy Gruza                               | 17 XI       | Katarzyna Łaniewska Mieczysław Gajda Roman Kłosowski Ignacy Gogolewski Józef Wasilewski                |
| Lucjan Szenwald                                | Rower                                                  | Jerzy Kierst Wojciech Siemion             | 24 XI       | Katarzyna Łaniewska Zygmunt Listkiewicz Tadeusz Łomnicki Wanda Łuczycka Wojciech Siemion               |
| ?                                              | Fatalna pomyłka                                        | Józef Słotwiński                          | 27 XI       | Andrzej Łapicki Wanda Majerówna Józef Klejer Jerzy Michalewicz Bolesław Ciesielski                     |
| Manuel de Falla                                | Szopka mistrza Piotra                                  | Jan Kulma                                 | 8 XII       | Gustaw Holoubek Zbigniew Rajewski Jan Wilkowski Tadeusz Fijewski                                       |
| Stanisław Lem                                  | Koniec świata o godzinie ósmej                         | Marek T. Nowakowski                       | 11 XII      | Anna Czapnikówna Saturnin Butkiewicz Bohdan Ejmont Janusz Strachocki Tytus Dymek                       |
| Jerzy Szaniawski                               | Ptak                                                   | Stefania Gintel-Domańska                  | 15 XII      | Tadeusz Łomnicki Aleksander Dzwonkowski Janina Nowicka Kazimierz Opaliński Karol Leszczyński           |
| Michał Kleofas Ogiński                         | Zelida i Valcour albo Bonaparte w Kairze               | Bogdan Trukan                             | 18 XII      | Ryszard Barycz Stanisław Bieliński Tadeusz Cygler Helena Kowalska Mieczysław Pawlikowski               |
| Halina Górska                                  | Baśń o rycerzu gwiazdy wigilijnej                      | Andrzej Konic Bohdan Radkowski            | 26 XII      | Tadeusz Janczar Tadeusz Białoszczyński Wanda Majerówna Beata Tyszkiewicz Stanisław Gawlik              |
| Jean Cocteau                                   | Orfeusz                                                | Adam Hanuszkiewicz                        | 29 XII      | Alicja Pawlicka Adam Hanuszkiewicz Andrzej Konic Zofia Rysiówna Czesław Roszkowski                     |
| ?                                              | Leśniczy w Puszczy Kozienickiej                        | Maryna Broniewska                         | ?           | Janusz Bylczyński Krystyna Kamieńska Tadeusz Kondrat Barbara Krafftówna Wojciech Siemion               |
| Charles Dickens                                | Opowieść wigilijna                                     | Michał Anioł Bogusławski                  | ?           | Gustaw Holoubek Alfred Łodziński Wojciech Siemion                                                      |
| Illa Genachow                                  | Podróż Anny Boleyn                                     | Marek T. Nowakowski Józef Słotwiński      | ?           | Józef Kostecki August Kowalczyk Zdzisław Lubelski Lucyna Winnicka Janusz Ziejewski                     |
| Herbert Adams                                  | Sobowtór                                               | Marek T. Nowakowski                       | ?           | Ryszard Barycz Teresa Bełczyńska Kazimierz Dejunowicz Aleksandra Dmochowska Barbara Drapińska          |
| Gore Vidal                                     | Wizyta na małej planecie                               | Czesław Szpakowicz                        | ?           | Wiktor Biegański Stanisław Jasiukiewicz Stanisław Jaśkiewicz Irena Kwiatkowska Leszek Mikułowski       |

| Autor tekstu oryginalnego  | Tytuł                            | Reżyser            | Data emisji | W rolach głównych                                                                                          |
| -------------------------- | -------------------------------- | ------------------ | ----------- | --- |
| Hans Christian Andersen    | Dzielny ołowiany żołnierzyk      | Jan Kulma          | 26 I        | ? |
| Lucy Maud Montgomery       | Ania z Avonlea                   | Bohdan Radkowski   | 3 II        | Danuta Przesmycka Jadwiga Kuryluk Kazimierz Wichniarz Teofila Koronkiewicz Mieczysław Serwiński            |
| Friedrich Dürrenmatt       | Akcja Wega                       | Erwin Axer         | 11 V        | Jacek Woszczerowicz Stanisław Jasiukiewicz Aleksander Bardini Henryk Szletyński Tadeusz Bartosik           |
| Antoni Cwojdziński         | Freuda teoria snów               | Maryna Broniewska  | 18 V        | Halina Mikołajska Czesław Wołłejko                                                                         |
| Georges Soria              | Cudzoziemka                      | Ludwik René        | 15 VI       | Jan Świderski Andrzej Łapicki Aleksandra Śląska Alicja Pawlicka Hugo Krzyski                               |
| Guy de Maupassant          | Naszyjnik                        | Olga Lipińska      | 13 VII      | Aleksandra Śląska Wiesław Gołas Renata Kossobudzka Henryk Szletyński Tytus Dymek                           |
| Herbert Eisenreich         | Czym żyjemy i od czego umieramy? | Adam Hanuszkiewicz | 13 IX       | Jan Świderski Zofia Rysiówna                                                                               |
| Adam Mickiewicz            | Dziady                           | Adam Hanuszkiewicz | 2 XI        | Adam Hanuszkiewicz Władysław Krasnowiecki Jan Kurnakowicz Jan Świderski Tadeusz Bartosik                   |
| Barbara Witek-Swinarska    | Do niedzieli niedaleko           | Konrad Swinarski   | 23 XI       | Wanda Łuczycka Danuta Szaflarska Kazimierz Opaliński Jan Ciecierski Henryk Bąk                             |
| Robert Mallet              | Do ostatniego człowieka          | Jerzy Ukleja       | 18 XII      | Tadeusz Kalinowski Adam Kwiatkowski Henryk Maruszczyk Maciej Małek Józef Zbiróg                            |
| Michaił Sałtykow-Szczedrin | Cienie                           | Roman Sykała       | ?           | Mariusz Gorczyński, Janina Jabłonowska, Stanisław Marian Kamiński, Ludwik Kasendra, Włodzimierz Kwaskowski |